# King's Bounty: Crossworlds
King's Bounty: Crossworlds (King's Bounty: Перекрёстки миров) est un jeu vidéo de type tactical RPG développé par Katauri Interactive et édité par 1C Company, sorti en 2010 sur Windows.

## Accueil
- PC Gamer : 78 %[1]